# Ліга чемпіонів ЛЕН
Ліга чемпіонів LEN (англ. LEN Champions League) — найвищі європейські професійні клубні ватерпольні змагання серед клубів-чемпіонів з 18 різних країн. Його організовує Ліга європейських націй (ЛЕН).

## Історія
Змагання розпочалися в 1963 році як Кубок Європи. Зміна назви та формату відбулася в 1996 році, коли змагання було перейменовано на Ліга чемпіонів, а система фіналів чотирьох була встановлена як формат вибору, вперше протягом 1996–97 LEN Ліги чемпіонів .
З 2003 по 2011 рік змагання називались LEN Євроліга (зі зміною назви просто ребрендингом), а з 2011 року і далі його теперішня назва Ліга Чемпіонів LEN .
Ліга чемпіонів LEN — найпопулярніша ліга водного поло на європейському континенті. Його виграли 24 різні клуби, 10 з яких неодноразово вигравали титул. Найуспішнішим клубом у змаганнях є італійський клуб «Про Рекко» (Генуя), з вісьмома титулами. Чинним чемпіоном Європи є угорський клуб «Ференцварош–Телеком» (Будапешт), який виграв свій перший титул після перемоги над греческим «Олімпіакосом» у 2018–19 LEN Ліги чемпіонів у фінал в Ганновері.

### Назви змагань
- 1963–1996: Кубок Європи
- 1996–2003: Ліга чемпіонів
- 2003–2011: LEN Євроліга
- 2011 – сьогодні: Ліга чемпіонів LEN

## Переможці
- 1963–64   «Партизан»(Белград)
- 1964–65  «Pro Recco»(Генуя)
- 1965–66   «Партизан»(Белград)
- 1966–67   «Партизан»(Белград)
- 1967–68   «Младость»(Загреб)
- 1968–69   «Младость»(Загреб)
- 1969–70   «Младость»(Загреб)
- 1970–71   «Партизан»(Белград)
- 1971–72   «Младость»(Загреб)
- 1972–73  OSC (Будапешт)
- 1973–74   «МГУ» (Москва)
- 1974–75   «Партизан»(Белград)
- 1975–76   «Партизан»(Белград)
- 1976–77  ЦСК ВМФ (Москва)
- 1977–78 «Каноттієрі»(Наполі)
- 1978–79  OSC (Будапешт)
- 1979–80   «Вашаш» (Будапешт)
- 1980–81  «Глеб» (Дубровник)
- 1981–82  ВК «Барселона»
- 1982–83   «Шпандау 04» (ФРН)
- 1983–84   «Про Рекко»(Генуя)
- 1984–85   «Вашаш» (Будапешт)
- 1985–86   «Шпандау 04» (ФРН)
- 1986–87   «Шпандау 04» (ФРН)
- 1987–88   «Сіслей» (Пескара)
- 1988–89   «Шпандау 04» (ФРН)
- 1989–90   «Младость»(Загреб)
- 1990–91   «Младость»(Загреб)
- 1991–92  «Ядран» (Спліт)
- 1992–93  «Ядран» (Спліт)
- 1993–94   «Пештіпешт»(Угорщина)
- 1994–95   «Каталуния»(Барселона)
- 1995–96   «Младость» (Загреб)
- 1996–97  ВК «Позілліно»
- 1997–98  ВК «Позілліно»
- 1998–99  «POŠK»
- 1999–2000   «Bečej»
- 2000–01  «Юг» (Дубровник)
- 2001–02   «Олімпіакос»(Пірей)
- 2002–03  «Про Рекко»(Генуя)
- 2003–04   «Гонвед»(Будапешт)
- 2004–05  ВК «Позілліно»
- 2005–06  «ЮГ» (Дубровник)
- 2006–07  «Про Рекко»(Генуя)
- 2007–08  «Про Рекко(Генуя)
- 2008–09   «Пріморац» (Котор)
- 2009–10  «Про Рекко»(Генуя)
- 2010–11   «Партизан»(Белград)
- 2011–12  «Про Рекко»(Генуя)
- 2012–13   «Црвена Звезда»(Белград)
- 2013–14   «Атлетік–Барселонетта»(Барселона)
- 2014–15  «Про Рекко»(Генуя)
- 2015–16  «Юг» (Дубровник)
- 2016-17   «Шолнок»
- 2017–18   «Олімпіакос»(Пірей)
- 2018–19   «Ференцварош–Телеком» (Будапешт)

## Фінали
| Роки розіграшу | Переможець                       | Рахунок                | Фіналіст               |
| -------------- | -------------------------------- | ---------------------- | ---------------------- |
| 1963/64        | «Партізан»(Белград)              | 4:3                    | «Динамо»(Москва)       |
| 1964/65        | «Про Рекко»(Генуя)               | 1–0                    | «Партізан»(Белград)    |
| 1965/66        | «Партізан»(Белград)              | 8–7 (5–3 / 3–4)        | «Динамо»(Магдебург)    |
| 1966/1967      | «Партізан»(Белград)              | 10–8 (5–3 / 1–2 / 4–3) | «Про Рекко»(Генуя)     |
| 1967/68        | «Младост»(Загреб)                | 8–6 (4–2 / 4–4)        | «Динамо»(Бухарест)     |
| 1968/69        | «Младост»(Загреб)                | 11–7 (7–3 / 4–4)       | «Динамо»(Москва)       |
| 1969/70        | «Младост»(Загреб)                | 7–6 (5–3 / 2–3)        | «Про Рекко»(Генуя)     |
| 1970/71        | «Партізан»(Белград)              | 4–4                    | «Младост»(Загреб)      |
| 1971/72        | «Младост»(Загреб)                | 4–2                    | «Про Рекко»(Генуя)     |
| 1972/73        | «ОСК Будапешт»                   | 5–4                    | «Партізан»(Белград)    |
| 1973/74        | «МГУ» (Москва)                   | 4–3                    | «ОСК Будапешт»         |
| 1974/75        | «Партізан»(Белград)              | 6–2                    | «ОСК Будапешт»         |
| 1975/76        | «Партізан»(Белград)              | 6–5                    | «Вашаш»(Будапешт)      |
| 1976/77        | «МГУ» (Москва)                   | 7–5                    | «Ціан»(Роттердам)      |
| 1977/78        | «Канот'єри»(Неаполь)             | 5–5                    | «МГУ» (Москва)         |
| 1978/79        | «ОСК Будапешт»                   | 5–2                    | «Монтхуіс»(Іспанія)    |
| 1979/80        | «Вашаш»(Будапешт)                | 9–7                    | «Партізан»(Белград)    |
| 1980/81        | «Юг» (Дубровник)                 | 6–4                    | «Шпандау 04»           |
| 1981/82        | «Барселона»                      | 12–11                  | «Шпандау 04»           |
| 1982/83        | «Шпандау 04»                     | 17–16 (7–10 / 10–6)    | «Динамо»(Алма-Ата)     |
| 1983/84        | «Про Рекко»(Генуя)               | 16–15 (8–10 / 8–5)     | «Альфен»               |
| 1984/85        | «Вашаш»(Будапешт)                | 21–16 (11–11 / 10–5)   | «МГУ» (Москва)         |
| 1985/86        | «Шпандау 04»                     | 14–13 (7–9 / 7–4)      | «БВСК»                 |
| 1986/87        | «Шпандау 04»                     | 17–13 (10–5 / 7–8)     | «Динамо»(Москва)       |
| 1987/88        | «Пескара»                        | 21–19 (12–10 / 9–9)    | «Шпандау 04»           |
| 1988/89        | «Шпандау 04»                     | 22–21 (11–10 / 11–11)  | «Каталунія»(Барселона) |
| 1989/90        | «Младост»(Загреб)                | 20–19 (9–10 / 11–9)    | «Шпандау 04»           |
| 1990/91        | «Младост»(Загреб)                | 21–17 (10–7 / 11–10)   | «Канот'єри»(Неаполь)   |
| 1991/92        | «Ядран»(Спліт)                   | 21–20 (10–12 / 11–8)   | «Савона»               |
| 1992/93        | «Ядран»(Спліт)                   | 13–12 (7–8 / 6–4)      | «Младост»(Загреб)      |
| 1993/94        | «Уйпешт»(Будапешт)               | 21–17 (10–6 / 11–11)   | «Каталунія»(Барселона) |
| 1994/95        | «Каталунія»(Барселона)           | 15–13 (7–6 / 8–7)      | «Уйпешт»(Будапешт)     |
| 1995/96        | «Младост»(Загреб)                | 13–10 (7–4 / 6–6)      | «Уйпешт»(Будапешт      |
| 1996/97        | «Позілліно»                      | 10–7                   | «Младост»(Загреб)      |
| 1997/98        | «Позілліно»                      | 8–6                    | «Пескара»              |
| 1998/99        | «ПОСК»                           | 8–7                    | «Бечей»                |
| 1999/2000      | «Бечей»                          | 11–8                   | «Младост»(Загреб)      |
| 2000/01        | «Юг» (Дубровник)                 | 8–7                    | «Олімпіакос»(Пірей)    |
| 2001/02        | «Олімпіакос»(Пірей)              | 9–7                    | «Гонвед»(Будапешт      |
| 2002/03        | «Про Рекко»(Генуя)               | 9–4                    | «Гонвед»(Будапешт      |
| 2003/04        | «Гонвед»(Будапешт                | 7–6                    | «Ядран» (Херцег Нові)  |
| 2004/05        | «Позілліно»                      | 9–8                    | «Гонвед»(Будапешт      |
| 2005/06        | «Юг» (Дубровник)                 | 9–7                    | «Про Рекко»(Генуя)     |
| 2006/07        | «Про Рекко»(Генуя)               | 9–8                    | «Юг» (Дубровник)       |
| 2007/08        | «Про Рекко»(Генуя)               | 13–12                  | «Юг» (Дубровник)       |
| 2008/09        | «Пріморац»(Котор)                | 8–7                    | «Про Рекко»(Генуя)     |
| 2009/10        | «Про Рекко»(Генуя)               | 9–3                    | «Пріморац»(Котор)      |
| 2010/11        | «Партізан»(Белград)              | 11–7                   | «Про Рекко»(Генуя)     |
| 2011/12        | «Про Рекко»(Генуя)               | 11–8                   | «Прімор'є»             |
| 2012/13        | «Црвена Звєзда»(Белград)         | 8–7                    | «Юг» (Дубровник)       |
| 2013/14        | «Атлетік-Барселонета»(Барселона) | 7–6                    | «Раднічкі»(Крагуєвац)  |
| 2014/15        | «Про Рекко»(Генуя)               | 8–7                    | «Прімор'є»             |
| 2015/16        | «Юг» (Дубровник)                 | 6–4                    | «Олімпіакос»(Пірей)    |
| 2016/17        | «Шцолнок»                        | 10–5                   | «Юг» (Дубровник)       |
| 2017/18        | «Олімпіакос»(Пірей)              | 9–7                    | «Про Рекко»(Генуя)     |
| 2018/19        | «Ференцварош»(Будапешт)          | 10–10 (Пенальті: 4–3)  | «Олімпіакос»(Пірей)    |
| 2019/20        | Скасований                       | Скасований             | Скасований             |